# Wiadomości (program informacyjny)
Wiadomości – były program informacyjny nadawany ze studia „A” Telewizyjnej Agencji Informacyjnej znajdującego się przy pl. Powstańców Warszawy 7 w Warszawie na żywo od 18 listopada 1989 do 20 grudnia 2023.
Program emitowano na antenie TVP1 i TVP Polonia, od 24 sierpnia 2017 roku także na antenie TVP Info, Program informacyjny razem z prognozą pogody był dostępny w Internecie od 15 stycznia 2007 roku początkowo pod adresem itvp.pl, a następnie za pośrednictwem serwisu vod.tvp.pl i oficjalnej strony programu wiadomości.tvp.pl. Transmisja na żywo była dostępna na oficjalnej stronie programu oraz w serwisie stream.tvp.pl.
Według stanu na rok 2022 Wiadomości były drugim najchętniej oglądanym programem informacyjnym w Polsce ze średnią widownią wynoszącą 2,49 mln osób.
W ostatnich latach emisji, gdy rządy w Polsce sprawowała Zjednoczona Prawica z Prawem i Sprawiedliwością na czele (2016–2023), programowi (podobnie jak innym serwisom informacyjnym TVP) wielokrotnie zarzucano, że stał się narzędziem propagandy partii rządzącej. W związku z utworzeniem 13 grudnia 2023 r. nowego, koalicyjnego rządu przez tzw. Koalicję 15 października (składającą się z Koalicji Obywatelskiej, Polski 2050, Polskiego Stronnictwa Ludowego i Nowej Lewicy) oraz późniejszymi zmianami we władzach TVP, 19 grudnia 2023 roku program ukazał się po raz ostatni.
Emisja programu 20 grudnia 2023 roku została odwołana - tego dnia zamiast głównego wydania Wiadomości wyemitowano krótki komunikat dziennikarza Marka Czyża, dotyczący zachodzących zmian w TVP i zapowiadający zupełnie nowy serwis informacyjny. Jego nazwa była trzymana w ścisłej tajemnicy aż do rozpoczęcia pierwszego wydania programu następnego dnia.
21 grudnia 2023 roku, zgodnie z zapowiedzią, ukazało się pierwsze wydanie nowego programu informacyjnego pt. 19.30, który zastąpił Wiadomości. Pierwsze wydanie poprowadził Marek Czyż, który poprzedniego dnia zapowiedział nowy program informacyjny.

## Emisja
Program informacyjny emitowany był codziennie o godzinie 19:30 w Programie Pierwszym, TVP Polonia oraz od 24 sierpnia 2017 roku także na antenie TVP Info. Wraz z prognozą pogody był dostępny w internetowym serwisie VOD od 15 stycznia 2007 roku, początkowo pod adresem itvp.pl, a następnie za pośrednictwem serwisu vod.tvp.pl i oficjalnej strony programu wiadomości.tvp.pl. Transmisja na żywo była dostępna na oficjalnej stronie programu oraz w serwisie stream.tvp.pl.

### Godziny nadawania
W TVP1:
- 8:00, 12:00, 15:00 (poniedziałek–piątek).
- 13:00 (sobota-niedziela) do 28 sierpnia 2011 roku.
- 19:30 (codziennie) (także równocześnie w TVP Info od 2017 roku)

W TVP Polonia:
- Od 31 marca 1993 do 1 września 1996 równolegle z TVP1 o 19:30
- Od 2 września 1996 do 30 listopada 1997 retransmisja głównego wydania z półgodzinnym wyprzedzeniem o godzinie 20:00
- Od 1 grudnia 1997 do 1 stycznia 2012 – ponownie równolegle z TVP1 o godz. 19.30.
- Od 2 stycznia 2012 do 6 lipca 2020 roku Wiadomości w TVP Polonia były emitowane o godzinie 20:00.
- Od 7 lipca 2020 do 14 marca 2021 roku stacja zamiast Wiadomości transmitowała codziennie o godzinie 20:00 program informacyjny Polonia 24, a bezpośrednio po nim nadawane były Sport i Pogoda przygotowywane przez redakcję Wiadomości.
- 15 marca 2021 Wiadomości wróciły do TVP Polonia i od tego momentu serwis był nadawany o 12:00, 15:00 (równolegle z TVP1, od poniedziałku do piątku) i o 19:30 (równolegle z TVP1 i TVP Info, codziennie).

W programie Polonia 24 przez pierwsze 8-10 minut prezentowane były informacje z kraju, zbieżne tematyką z tym, co nadają Wiadomości. Pozostały czas wypełniały wydarzenia polonijne. Audycja była powtarzana na antenie TVP Polonia o godzinie 2:00 wraz ze Sportem i Pogodą. Serwis prowadzony był naprzemiennie przez Klaudię Carlos-Machej, Agatę Konarską i Przemysława Toczka.

### SiedzibaWiadomości
Zarówno poprzednik Wiadomości – Dziennik Telewizyjny – jak i tenże program miały od lat tę samą siedzibę – zespół budynków przy Placu Powstańców Warszawy 7. Do końca istnienia programu emisja odbywała się ze studia A, które było wielokrotnie modernizowane i nie odbiegało swoim wyposażeniem technicznym od innych stacji telewizyjnych na świecie. W październiku 2007 redakcja przeprowadziła się z pierwszego na trzecie piętro tego samego budynku.
Produkcja programów informacyjnych Telewizji Polskiej jest skomputeryzowana. Początki systemu to 1991, kiedy powstała pierwsza sieć komputerowa z dołączonymi do niej przy pomocy modemów depeszowymi serwisami agencyjnymi: PAP, Reutera, DPA, i AFP. Przez okres istnienia Wiadomości cały czas trwały prace mające na celu unowocześnienie techniki pracy w programach informacyjnych.

## Redaktorzy naczelniWiadomości

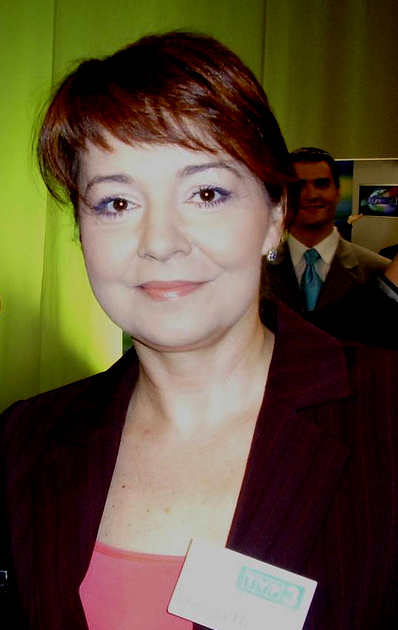
Danuta Holecka, redaktorka naczelna Wiadomości (w latach 2019–2023)

- Jacek Snopkiewicz (od 18 listopada 1989[31] do 14 stycznia 1991[32])
- Lech Dymarski (od 15 stycznia 1991[33] do ?)
- Milan Subotić (od ? do 29 lipca 1992)
- Karol W. Małcużyński (od 30 lipca 1992[34] do 21 stycznia 1993)
- Jarosław Gugała (p.o. redaktora naczelnego Wiadomości od 22 stycznia 1993 do 1994)
- Adam Pieczyński (od 1994 do 30 kwietnia 1996)
- Jarosław Grzelak (od 1 maja 1996[35] do 31 maja 1997)
- wakat (od 1 czerwca do 13 października 1997)
- Jacek Maziarski (od 14 października 1997[36] do 30 marca 1999)
- Michał Maliszewski (od 31 marca 1999[37] do 6 stycznia 2000)
- Jan Szul (od 7 stycznia[38] do 31 grudnia 2000)
- Piotr Sławiński (od 1 stycznia 2001[39] do 8 kwietnia 2004)
- Lena Bretes (p.o. redaktora naczelnego Wiadomości od 9 kwietnia[40] do 30 września 2004)
- Dorota Warakomska (od 1 października 2004[41] do 31 marca 2005)
- Robert Kozak (od 1 kwietnia 2005[42] do 25 maja 2006)
- Radosław Rybiński (p.o. redaktora naczelnego Wiadomości od 26 maja[43] do 14 września 2006; redaktor naczelny Wiadomości od 15 września 2006[44] do 14 maja 2007)
- Dorota Macieja (od 15 maja 2007[45] do 12 marca 2008)
- Krzysztof Rak (od 13 marca 2008[46] do 18 stycznia 2009)
- Janusz Sejmej (p.o. redaktora naczelnego Wiadomości od 19 stycznia[47] do 4 lutego 2009)
- Jan Piński (od 5 lutego[48] do 30 czerwca 2009)
- Krzysztof Trębski (od 1 lipca[49] do 1 października 2009)
- Marzena Paczuska-Tętnik (p.o. redaktora naczelnego Wiadomości od 2 października[50] do 21 października 2009)
- Jacek Karnowski (od 22 października 2009[51] do 28 października 2010)
- Małgorzata Wyszyńska (od 29 października 2010[52] do 18 listopada 2011)
- Karol W. Małcużyński (p.o. redaktora naczelnego Wiadomości od 19 listopada 2011[53] do 25 stycznia 2012)
- Piotr Kraśko (od 26 stycznia 2012 do 11 stycznia 2016)
- Marzena Paczuska-Tętnik (od 12 stycznia 2016[54] de facto do 13 sierpnia 2017, formalnie do września 2017[55][56])
- Jarosław Olechowski (p.o. redaktora naczelnego Wiadomości od 14 sierpnia 2017[57] do 29 kwietnia 2019[58])
- Danuta Holecka (od 1 maja 2019[59] do 12 grudnia 2023[60])
- Marcin Tulicki (od 13 do 20 grudnia 2023[61])

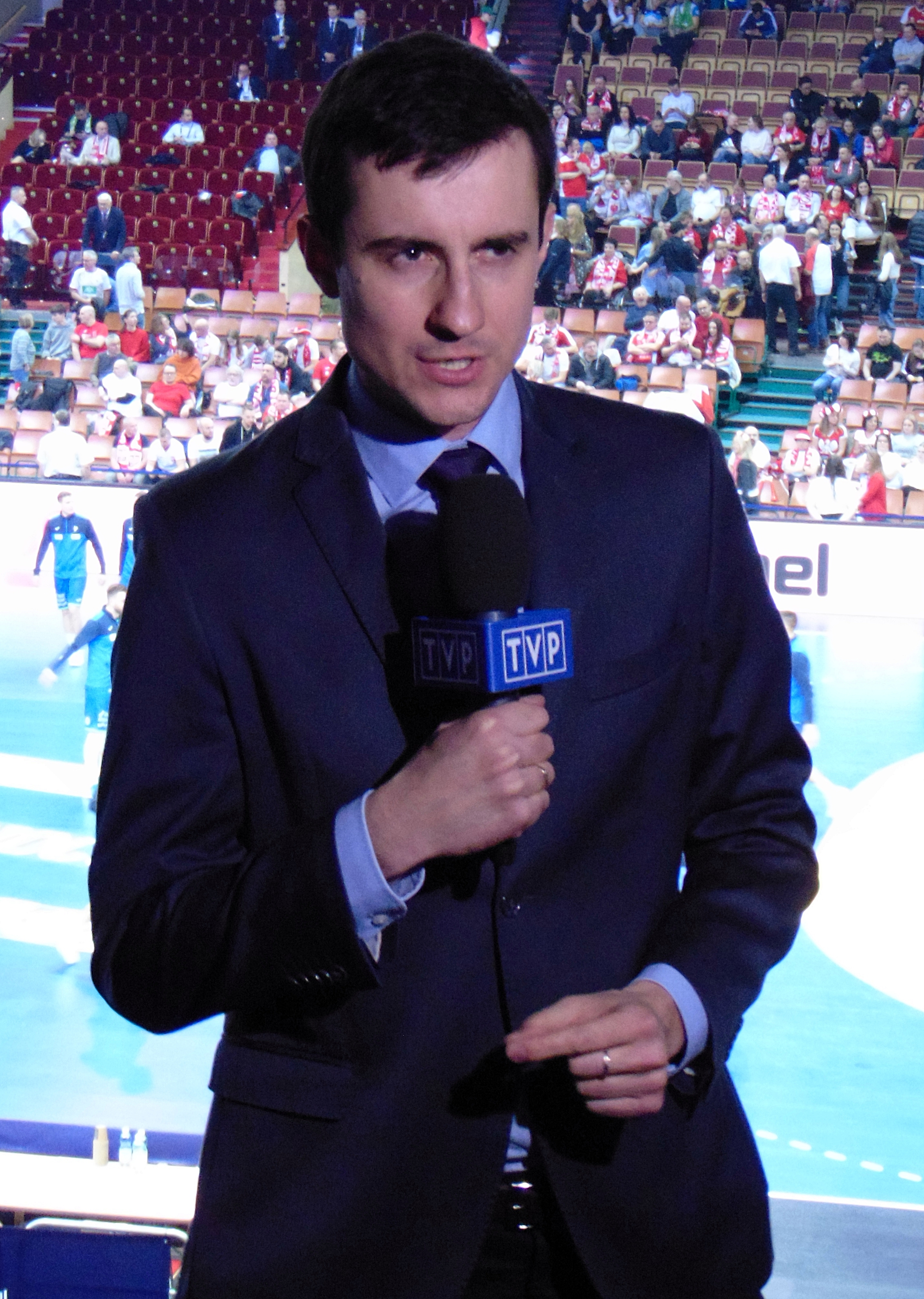
Reporter TVP, relacja na żywo ze stadionu

## Prezenterzy
- Krzysztof Bartnicki (1989–1990)
- Aleksandra Jakubowska (1989–1991)
- Wojciech Reszczyński (1989–1991)
- Tomasz Białoszewski (1989–1993)
- Tadeusz Zwiefka (1989–1995)
- Marcin Zimoch (1989–1990 i 1997–2002)
- Tomasz Lis (1990–1994)
- Małgorzata Szelewicka (1990–1995)
- Jarosław Gugała (1990–1997)
- Grażyna Bukowska (1990–2002)
- Joanna Dukaczewska (1990–1991)
- Bogusław Chrabota (1991–1993)
- Magdalena Drohomirecka (1992–1995)
- Ewa Siwicka (1995–2000)
- Urszula Nelken (1999)
- Monika Boniecka (1992–1995)
- Zygmunt Chajzer (1992–1996)
- Grzegorz Miecugow (1992–1997)
- Dorota Warakomska (1992–1997)
- Filip Łobodziński (1992–2000)
- Marta Grzywacz (1993–2000)
- Iwona Radziszewska (1994–1997)
- Sławomir Siezieniewski (1995–1999)
- Bogdan Ulka (1996–2001)
- Grzegorz Kozak (1997–2001)
- Barbara Górska (1993)
- Piotr Jaźwiński (1989)
- Waldemar Milewicz (1999–2004)
- Beata Kolis (1994–1997)
- Jan Szul (1993–2000)
- Magdalena Michalak (1996–2000)
- Wiesława Rudzka (1995–1999)
- Małgorzata Motyl (1999)
- Tomasz Boruszczak (1994–2002)
- Maciej Orłoś (1998)
- Sławomir Jeneralski (1998–2004)
- Marek Czyż (1998–2008)
- Jolanta Pieńkowska (1990–2004)
- Małgorzata Prokopiuk-Kępka (2001–2004)
- Kamil Durczok (2001–2006)
- Olimpia Górska-Żukowska (2003–2004)
- Mariusz Max Kolonko (2004)
- Agata Dzikowska (2004–2006)
- Dorota Gawryluk (2004–2007)
- Katarzyna Werner (2004–2008)
- Marcin Leśkiewicz (2006–2007)
- Piotr Świąc (2007)
- Joanna Górska (2007–2009)
- Edyta Suchacka (2007–2009)
- Marcin Szczepański (2007–2009)
- Artur Kalicki (2007–2009)
- Jarosław Kulczycki (2007–2009)
- Hanna Lis (2008–2009)
- Małgorzata Wyszyńska (2006–2011)
- Mateusz Hładki (2009–2011)
- Dorota Wysocka-Schnepf (2004–2013)
- Piotr Czyszkowski (2009–2013)
- Marta Budzyńska-Giersz (2013–2014)
- Piotr Kraśko (2008–2016)
- Michał Siegieda (2009–2016)
- Katarzyna Senyk (2010–2016)
- Anna Hałas-Michalska (2011–2016)
- Beata Tadla (2012–2016)
- Diana Rudnik (2015–2016)
- Aleksandra Rosiak (2015–2016)
- Agnieszka Górniakowska (2016–2017)
- Antoni Trzmiel (2016–2018)
- Krzysztof Ziemiec (2004–2006, 2009–2019)
- Agnieszka Oszczyk (2017–2022)[62][63]
- Maciej Sawicki (2022–2023)[64][65]
- Magdalena Ogórek (2023)[66]
- Michał Adamczyk (2004, 2011–2012, 2016–2023, wyd. boczne 2003–2005, 2011–2016)[67][68]
- Katarzyna Trzaskalska (2004–2005 i 2017–2023)[69]
- Michał Rykowski (2018–2023)[70]
- Danuta Holecka (1994–1997, 2003–2004, 2010, 2016–2023)[71][61][72]
- Edyta Lewandowska (2019–2023, wyd. boczne 2005–2006)
- Marta Kielczyk (2022–2023)[73]
- Adrian Borecki (2022–2023)
- Sylwia Szczęsna (2022–2023)
- Anna Bogusiewicz (2023)

## Dodatkowe serwisy

### Sport
Sport (nazywany często również jako Sport po Wiadomościach lub Wiadomości sportowe) nadawany jest codziennie o 20:10 (do lutego 2019 roku był emitowany od poniedziałku do soboty o 20:25 i w niedziele o 20:05, a od lutego 2019 roku do 31 października 2022 roku o 19:25 – przed głównym wydaniem Wiadomości i z tej racji był w tym okresie nazywany również jako Sport przed Wiadomościami). Powstawał przy współpracy z TVP Sport, materiały wideo z transmisji dostarczały także: Eurosport, Polsat Sport, Canal+ Sport czy Viaplay Polska. Program nadawany był z bluescreena – za prowadzącym wyświetlana była animacja z czołówki.

#### PrezenterzySportu
- Rafał Patyra (2011–2023)
- Maciej Jabłoński (2004–2023)
- Przemysław Babiarz (1992–2020)
- Maciej Kurzajewski (1993–1997, 2001–2018)
- Paulina Chylewska (2003–2007 i 2013–2017)
- Piotr Dębowski (1998–2008)
- Bartosz Heller (1998–2007)
- Dorota Rembiszewska (1998–2002)
- Artur Szulc (1989–2001)
- Bożydar Iwanow (1997–2000)
- Monika Lechowska (1992–2000)
- Ryszard Łabędź (1991–1992)
- Zdzisław Zakrzewski (1989–1997)
- Jacek Kostrzewa (1989–1994)
- Marek Rudziński (1989–1993)
- Krzysztof Miklas (1989–1992)
- Tomasz Zimoch (1989–1991)
- Sylwia Dekiert (2011–2023)
- Robert El Gendy (2005–2023)
- Piotr Jagiełło (2020–2023)
- Jacek Kurowski (2003–2023)
- Marcin Rams (2012–2023)
- Piotr Sobczyński (1998–2023)

Czasem po zakończeniu Sportu (szczególnie w weekendy) emitowane były kroniki wydarzeń sportowych (głównie z udziałem polskich sportowców, gdzie podczas wydarzeń obecni są dziennikarze Telewizji Polskiej).

### Pogoda
Prognoza pogody (Pogoda) była emitowana w Wiadomościach południowych (w wersji graficznej na zakończenie wydania), po Teleexpressie oraz po głównym wydaniu Wiadomości.

#### Prezenterzy prognozy pogody (Pogody)
- Paweł Domarecki (1989–1990)
- Grażyna Padée (1989–1999)
- Elżbieta Sommer (1989–2004)
- Lucyna Grobicka (1989–2004)
- Tomasz Zubilewicz (1995–1997)
- Małgorzata Puzio (1999–2000)
- Małgorzata Wyszyńska (1999–2000)
- Katarzyna Trzaskalska (2004–2006)
- Karolina Dobrowolska (2008–2012)
- Marzena Kawa (2008–2019)
- Ziemowit Pędziwiatr (2008–2014 i 2016–2023)
- Jarosław Kret (2004–2016)
- Marzena Słupkowska (2000-2023)
- Waldemar Dolecki (1996–2008 i 2017–2023)
- Mariusz Kłopecki (2007–2023)
- Aleksandra Kostka (2007–2023)
- Monika Andrzejczak (2013–2023)
- Celestyna Grzebyta (2017–2023)

### Gość Wiadomości
Program publicystyczny nadawany w całości w TVP Info (początek także w TVP1). Program był kontynuacją głównego wydania Wiadomości w formie rozmowy z zaproszonymi gośćmi o najważniejszym temacie dnia. Program prowadzony był przez tego prezentera, który danego dnia prowadził Wiadomości o 19:30. Był on nadawany zaraz po zakończeniu tego serwisu – codziennie o 19:58. Do 16 listopada 2016 roku program nosił nazwę Dziś wieczorem.

### Inne wydania
W sytuacjach nagłych lub o wyjątkowym znaczeniu redakcja Wiadomości zwiększała liczbę wydań o tzw. wydania specjalne. Główne wydania zazwyczaj nadawane były ze studia, jednak w historii Wiadomości miały miejsce również wydania wyjazdowe z różnych miejsc na świecie, opisujące bardziej szczegółowo aktualne wydarzenia. Takie wydania mimo tradycyjnej pory nadawania, również określane były jako wydania specjalne.

## Historia powstania
Wiadomości zastąpiły Dziennik Telewizyjny, program będący symbolem propagandy PRL. Przekształcenie Dziennika Telewizyjnego w Wiadomości jest głównym elementem przemian w telewizji publicznej, jakie miały miejsce w 1989 roku wraz z transformacją systemową w Polsce. Pierwsze wydanie Wiadomości zostało wyemitowane w sobotę, 18 listopada 1989 roku o godz. 19:30, poprowadził je Wojciech Reszczyński pod redakcją Jacka Snopkiewicza. Dzień wcześniej nadano Dziennik Telewizyjny, twórcy Wiadomości mieli więc 24 godziny na przygotowanie studia. Pierwsze wydanie zostało nadane sprzed białej ściany, aby podkreślić, że zaczyna się „od zera”. Wojciech Reszczyński przywitał się słowami: „18 listopada, sobota, Wiadomości. Dobry wieczór. Mam nadzieję, że program ten będzie zdobywał z dnia na dzień państwa zaufanie. Wiadomości w naszym nowym dzienniku będą dobre lub złe, oby tych ostatnich jak najmniej, ale zawsze prawdziwe. Liczymy na pomoc i współpracę”. W obawie przed ewentualnymi usterkami początek pierwszego wydania serwisu został nagrany wcześniej.

## Historia od października 2004
- 14 października 2004 – Wiadomości TVP zyskały nowe studio i oprawę graficzną, utrzymane w niebiesko-białej kolorystyce. Autorem nowej oprawy graficznej i jej ewolucji do 2011 było Studio Schwartz, muzykę skomponował Piotr Rubik, a scenografię projektowała Magdalena Kujszczyk.
- 28 listopada 2004 – do nowej czołówki Wiadomości dodano kolor złoty.
- W czasie choroby i żałoby po śmierci Jana Pawła II (31 marca 2005 – 8 kwietnia 2005) specjalne wydania Wiadomości trwały do 90 minut. Towarzyszyła im specjalnie przygotowana grafika i muzyka, również przygotowana przez Studio Schwartz i Piotra Rubika.
- 4 września 2006 – ponownie zmieniono oprawę i studio. Tym razem zmiany nastąpiły w dużo mniejszym zakresie. Przyciemniono jedynie kolorystykę i zmieniono oprawę graficzną. W czołówce zmieniło się niewiele, głównie detale. Zmieniono nieco obraz za prowadzącym, a przed programem, zamiast odliczania czasu, pokazywany jest widok z jednego z miast w Polsce, a przy szczególnych wydarzeniach – za granicą. W dużo większym zakresie zmieniono belki z podpisami. Po lewej stronie pojawił się zegarek, a belki są animowane podczas „wchodzenia” i „wychodzenia”. W tyłówce zamiast motywu z 86% czołówki pojawił się szeroki pas z przebitką na studio i napisem, kto redagował i realizował program oraz z numerami telefonów.
- 15 stycznia 2007 – uruchomienie możliwości oglądania wydań programu w Internecie w ramach usługi VOD i równoległa emisja programu na żywo w Internecie w serwisie internetowym Telewizji Polskiej – itvp.pl[80][81][3].
- Od 18 marca 2007 za pośrednictwem Telegazety TVP1 (strona 777) do Wiadomości, Sportu i Pogody ukazują się napisy.
- 8 czerwca 2007 – jedno z najdłuższych w historii wydań Wiadomości w 2007, trwało 62 minuty. Nieplanowane przedłużenie zostało spowodowane przedłużającą się rozmową prezydentów USA i Polski: George’a W. Busha i Lecha Kaczyńskiego. Wydanie z lotniska w Gdańsku-Rębiechowie wypełniły przygotowane przez reporterów materiały oraz wejścia „na żywo” dotyczące wizyty prezydenta USA, a gdy rozmowa prezydentów zaczęła się znacząco przedłużać wyemitowano materiały przygotowane na przyszły tydzień, czas wypełniły też dodatkowe rozmowy z reporterami na miejscu obsługującymi wizytę prezydenta Busha w Helu.
- 2 października 2007 – nowe studio, przypominające swym wyglądem studio kanału informacyjnego. Do kolorystyki studia (kolory niebieski, biały i granatowy) dodano kolor czerwony. W nowym studiu pojawiły się m.in. barierki, których brak było w starych pomieszczeniach programu, a na ścianach zawisły telewizory plazmowe zamiast dawnych dużych ekranów plazmowych. Stół prezenterski jest ustawiony na kształt półkola. Na ekranie za prowadzącym wyświetlany fikcyjny obraz z newsroomu lub reżyserki. Bez zmian pozostała czołówka, a w oprawie graficznej zmodyfikowano jedynie ozdobniki.
- 6 października 2007 – portal wiadomosci.tvp.pl został zastąpiony przez portal info.itvp.pl (dziś tvp.info) w związku z uruchomieniem kanału TVP Info.
- 27 maja 2008 – zmieniona została grafika m.in. zegara z logo programu oraz ozdobników, które są już tylko w formie pasków na dole ekranu, zawierających informacje o treści materiału, a także nazwiska twórców materiałów i wypowiadających się osób. Wiadomości TVP prowadzone były wtedy na stojąco, z różnych miejsc w studiu. Wykresy i diagramy prezenter pokazywał na niewielkim monitorze plazmowym w studiu.
- 2 marca 2009 – ponownie zmieniono zegar, gdzie niebieski kwadrat i biały pasek zostały zmienione na ciemnoniebieski pasek, a godziny prezentowane są już nie czarną, a białą czcionką. Logo programu zostało zmniejszone.
- 18 listopada 2009 – Wiadomości TVP obchodziły swoje 20-lecie.
- 21 grudnia 2009 – studio zostało lekko zmienione. Pojawiły się nowe ekrany. Prezenterzy siedzą przedstawiając wiadomości, a nie jak to miało do tej pory stojąc. Pojawił się również na zakończenie apszpan przy wydaniu głównym. Postanowiono też przy wydaniach innych niż główne stosować tyłówkę wydania typu flesz.
- kwiecień/maj 2010 – z Wiadomości zniknął apszpan z wydania głównego w weekend.
- 20 czerwca 2010 – główne wydanie Wiadomości trwało krótko (7 minut).
- 14 lutego 2011 – zmiana formatu nadawania na 16:9 (w naziemnym przekazie analogowym pozostał format 4:3)[82], a także czołówki, oprawy graficznej, scenografii, loga, lepsza jakość dźwięku i oświetlenia[83].
- 10 kwietnia 2011 – o godzinie 22.50 nadano dodatkowe specjalne wydanie Wiadomości.
- 28 sierpnia 2011 – ostatnie wydanie o 13.00 Wiadomości w weekendy. Od tego czasu w weekendy emitowane jest jedynie wydanie główne.
- 1 kwietnia 2012 – główne wydanie Wiadomości wyjątkowo współprowadził Marek Niedźwiecki, z okazji 50. urodzin Programu III Polskiego Radia, jak również prima aprilis.
- 31 maja 2012 – w związku z uruchomieniem TVP1 HD, Wiadomości, Sport i Pogoda konwertowano do jakości HD.
- 6 listopada 2012 – wydanie specjalne z Waszyngtonu i Warszawy poświęcone wyborom prezydenckim w USA.
- 21 listopada 2012 – uruchomienie serwisu internetowego programu pod adresem wiadomości.tvp.pl[84]
- 1 lipca 2013 – zlikwidowanie redakcji zagranicznej.
- od 2 września 2013 do 15 listopada 2016 – po głównym wydaniu Wiadomości w dni powszednie w TVP Info nadawany był program Dziś wieczorem, w którym prowadzący główne wydanie Wiadomości rozmawiali z gościem na temat wydarzeń minionego dnia. Czasami z powodu bardzo ważnych wydarzeń Dziś wieczorem emitowany był także w TVP1. Czasem był również emitowany z taśmy i/lub prowadzone przez innego prezentera, gdy rozmowa odbywała się w innym niż studio miejscu (np. Pałac Prezydencki, Watykan, Kijów itp.). 16 listopada 2016 został zastąpiony przez Gościa Wiadomości.
- 18 listopada 2014 – 25 lat Wiadomości. Od tego dnia TVP Historia nadawała archiwalne wydania Wiadomości począwszy od 18 listopada 1989. Wydania pochodzą z lat 1989–1992. Emisja trwała do końca lutego 2015.
- 1 stycznia 2015 – zmiana czołówki, oprawy graficznej i muzycznej. Oprawa graficzna wyróżnia się jedną z najnowocześniejszych czołówek wykonanej na animacji 3D. Oprawa muzyczna jest oparta na brzmieniu orkiestry symfonicznej wykonującej utwór Radzimira Dębskiego[85].
- W 2015 roku Krajowa Rada Radiofonii i Telewizji w swoim raporcie na temat sposobu relacjonowania kampanii wyborczej w 2015 roku uznała „Wiadomości” za serwis o najbardziej przejrzystej strukturze informacji wyborczych. Analiza materiałów informacyjnych została wykonana przez Laboratorium Badań Medioznawczych Uniwersytetu Warszawskiego[86].
- 13 marca 2016 – Wiadomości i Sport ruszyły z częściową emisją w wysokiej rozdzielczości, a Pogoda przeszła w całości na nadawanie w wysokiej rozdzielczości. Dodatkowo tego samego dnia zmodyfikowano czołówkę i oprawę muzyczną Pogody.
- 16 listopada 2016 – Dziś wieczorem zostało zastąpione przez Gościa Wiadomości.
- 20 kwietnia 2017 – Wiadomości i Sport w całości przeszły na nadawanie w wysokiej rozdzielczości (miało to związek z wyłączeniem TVP1, TVP2 i TVP Sport w wersji SD z satelity oraz przejściem TVP Info z SD na HD).
- od 24 sierpnia 2017 – rozpoczęcie równoległej do TVP1 emisji programu na antenie TVP Info[2].
- 12 maja 2019 – ponowna przebudowa studia i zmiany oprawy graficznej, które oparte są teraz na nowoczesnych rozwiązaniach. Zmieniono także logo programu. 3 lutego 2020 zmieniono także czołówkę Sportu, a 29 maja tego samego roku zmieniono czołówkę prognozy pogody.
- W kwietniu 2020 w związku ze wzrostem oglądalności programu w czasie pandemii koronawirusa jego główne wydanie zostało wydłużone z 30 do 35 minut. W czerwcu 2020 powrócono do formuły wieczornej edycji trwającej 30 minut[87].
- 19 grudnia 2023 – ostatnie główne wydanie Wiadomości.
- 20 grudnia 2023:
  - ostatnie i zarazem najkrótsze w historii, specjalne wydanie Wiadomości po godz. 12:00, przerwane po 30 sek. emisji w TVP1[1]; w nagłym kilkunastosekundowym wejściu na żywo Adrian Borecki, przerywając „Agrobiznes”, poinformował o wyłączeniu sygnału TVP Info i zmianach w mediach publicznych wymuszonych decyzją Ministerstwa Kultury i Dziedzictwa Narodowego w świetle ustawy - Kodeks spółek handlowych[88]; tego dnia na antenie TVP1 nie zostało wyemitowane główne wydanie programu ani serwisy dodatkowe[23], z wyjątkiem Sportu[89]. W zamian o 19:30 pojawiło się oświadczenie Marka Czyża o nadchodzących zmianach w Telewizji Polskiej i zaproszenie na wydanie programu informacyjnego 19.30 kolejnego dnia;
  - alternatywne „specjalne wydanie Wiadomości” o 19:30 transmitowane na antenie TV Republika; goszczone w Specjalnym Wydaniu Programu TVR przez Katarzynę Gójską i Adriana Stankowskiego, prowadzone przez Michała Rachonia ze studia „Wiadomości” w siedzibie Telewizyjnej Agencji Informacyjnej i TVP Info, w obecności m.in. władz TAI (Michała Adamczyka), wydawcy programu (Małgorzata Gałka), dziennikarzy TVP (m.in. Marcin Tulicki, Adrian Borecki) oraz gości (red. Bronisława Wildsteina, Prezesa Instytutu Pamięci Narodowej Karola Nawrockiego i red. Jacka Karnowskiego)[90]. Program stanowił rekapitulację wiadomości dnia niewyemitowanych w wieczornym wydaniu w TVP oraz wydarzeń związanych ze zmianami w TVP, TAI, PR i PAP po decyzjach MKiDN i uchwale Sejmu RP z dnia 19 grudnia 2023[91].

## Kontrowersje

### Lata 1989–2015
Redakcja Wiadomości i innych programów informacyjnych TVP w zasadzie od zawsze oskarżana jest o uleganie wpływom politycznym w zależności od tego, kto rządzi w Polsce oraz stronniczość i brak obiektywizmu. Zarzuty te padały za czasów prezesury Wiesława Walendziaka (lata 1993–1996), jak i jego następcy na tym stanowisku Ryszarda Miazka (1996–1998). Wiele zarzutów padało na program za czasów prezesury Roberta Kwiatkowskiego (lata 1998–2004) i rządów SLD. W tym czasie ze stanowiska reporterki programu odeszła w 2003 roku po 10 latach pracy Katarzyna Kolenda-Zaleska po tym jak została odsunięta od relacjonowania prac komisji śledczej ds. afery Rywina. Po okresie względnego spokoju pod koniec 2006 roku Fundacja Batorego w swoim raporcie zaznaczyła, że Wiadomości wypowiadały się o LPR, Samoobronie i LiD krytycznie i bez zrównoważenia. Gazeta Wyborcza, Fakt i inne media donosiły o licznych buntach dziennikarzy Wiadomości i przeciwstawianiu się treściom pokazywanym na antenie np. relacjonowanie sprawy śmierci Barbary Blidy czy protestów pielęgniarek przed Kancelarią Premiera oraz pokazywania kampanii przed wyborami parlamentarnymi w 2007. Równie głośnym echem odbijały się w prasie zmiany personalne w redakcji Wiadomości, np. zwolnienie szefa redakcji Radosława Rybińskiego oraz prezentera Marcina Leśkiewicza, odsunięcie od pracy nad programem wiceszefa i wydawcy Grzegorza Kozaka oraz przyjęcie do pracy wydawców związanych wcześniej z prawicowymi politykami oraz dziennikarzy związanych z Gazetą Polską. Wiele kontrowersji wywołuje też osoba zastępcy dyrektora Agencji Informacji TVP – Patrycji Koteckiej. Prasa nazwała ją „panią nadredaktor” i zarzuca jej cenzurowanie programu tak by „jak najmniej szkodzić PiS”.
Kontrowersji nie brakowało też po przejęciu władzy w TVP przez środowisko Ligi Polskich Rodzin i prezesa Piotra Farfała. Chodziło głównie o kampanię wyborczą do Parlamentu Europejskiego w 2009 roku. Eksperci oraz Krajowa Rada Radiofonii i Telewizji zarzucali Wiadomościom i całej TVP nadinformowanie o kampanii wyborczej Libertas Polska – ugrupowania, z którego list startowali w wyborach byli działacze LPR. Zwolnienie z Wiadomości Hanny Lis przez wielu odczytywane było jako kara za to, że dziennikarka nie wykonywała poleceń prezesa TVP i ówczesnego szefa serwisu TVP1 – Jana Pińskiego. Również zwolnienie Małgorzaty Wyszyńskiej przez Jacka Karnowskiego w marcu 2010 roku przez część mediów odebrane zostało jako kara za to, że dziennikarka nie sprzyjała poglądom szefa „Wiadomości”. W październiku 2010 roku, po zwolnieniu Jacka Karnowskiego, Wyszyńska została przywrócona do programu i jednocześnie objęła stanowisko redaktora naczelnego programu.
Kontrowersje związane z programem pojawiły się także za prezesury Juliusza Brauna (lata 2011–2015). Głośnym echem w mediach odbiło się ostateczne zwolnienie w styczniu 2012 roku prowadzącej ówcześnie główne wydanie programu Małgorzaty Wyszyńskiej. Karol Małcużyński, były kierownik działu zagranicznego Agencji Produkcji Audycji Informacyjnych TVP, krytycznie odniósł się do Wiadomości pod kierownictwem Piotra Kraśki. Zarzucił m.in. tabloidyzację programu i pomijanie ważnych tematów społecznych. W tym samym czasie środowiska prawicowe m.in. partia Prawo i Sprawiedliwość, tygodnik „wSieci” i portal internetowy wPolityce.pl krytykowały materiały autorstwa ówczesnej reporterki „Wiadomości” TVP Justyny Dobrosz-Oracz zarzucając jej brak obiektywizmu i sprzyjanie ówczesnej partii rządzącej – Platformie Obywatelskiej.  Wojciech Szacki w 2014 roku na łamach serwisu internetowego tygodnika „Polityka” również zarzucił Wiadomościom TVP i materiałom ówczesnych reporterów Kamila Dziubki i Adama Federa oraz ówczesnej prowadzącej program Beacie Tadli sprzyjanie i promowanie polityków Platformy Obywatelskiej. We wrześniu 2013 roku portal internetowy Money.pl ujawnił nagraną rozmowę na XXII Forum Ekonomicznym w Krynicy Zdroju ówczesnego wicepremiera, ministra gospodarki w drugim rządzie Donalda Tuska i ówczesnego prezesa Polskiego Stronnictwa Ludowego Janusza Piechocińskiego z ówczesnym prezesem TVP Juliuszem Braunem, w której ówczesny minister zarzuca m.in. „Wiadomościom” TVP „uprawianie celebryctwa” i powiedział, że zlecił „monitoring gospodarki programu”. W 2015 roku ówczesny kandydat na prezydenta RP i założyciel oraz lider ruchu Kukiz’15 Paweł Kukiz na swoim profilu w serwisie społecznościowym Facebook zarzucił wtedy ówczesnej reporterce programu Justynie Dobrosz-Oracz i ówczesnemu szefowi programu Piotrowi Kraśce manipulację jego wypowiedzią dla ostatniego wtedy wydania „Wiadomości”. W tym samym roku ówczesny redaktor naczelny „Wiadomości” Piotr Kraśko na okładce tygodnika „wSieci” został przedstawiony w mundurze oraz tytułem „Medialny zamach stanu” i w ten sposób pismo porównało szefa programu do reżimowych dziennikarzy „Dziennika Telewizyjnego” z czasów stanu wojennego w Polsce. Piotr Kraśko i ówczesne władze TVP zapowiedzieli pozew do sądu przeciwko tygodnikowi „wSieci”, ponieważ zdaniem pozywających narusza dobre imię nadawcy. W 2015 roku po zmianie czołówki Wiadomości w Internecie pojawiły się podejrzenia, że jest ona plagiatem czołówki dziennika brytyjskiej telewizji ITV. Za materiały, które ukazały się w programie w marcu i kwietnia 2015 roku kiedy szefem programu był Piotr Kraśko, a dotyczyły Spółdzielczej Kasy Oszczędnościowo-Kredytowej im. Franciszka Stefczyka, działającą także pod marką Kasa Stefczyka w grudniu 2020 roku w wyniku prawomocnego wyroku sądu komunikat z przeprosinami SKOK im. Franciszka Stefczyka, nazwany sprostowaniem informacji odczytała prowadząca wtedy program Edyta Lewandowska.

### Lata 2016–2023
W 2016 roku po zmianach w redakcjach Wiadomości i innych serwisów informacyjnych TVP, oraz w zarządzie TVP S.A. (powołanie na funkcję prezesa TVP Jacka Kurskiego, który pełnił ją w latach 2016-2022 z przerwą w 2020 roku), wiele dziennikarzy i medioznawców, m.in. Agnieszka Kublik z Gazety Wyborczej oraz Rada programowa TVP, zarzuciły Wiadomościom stronniczość i przychylne traktowanie rządu Beaty Szydło i Prezydenta Andrzeja Dudy. Wiadomości oskarżano m.in. o pomijanie protestów społecznych oraz stronniczą krytykę marszów Komitetu Obrony Demokracji, a także atakowanie KOD-u i jego lidera Mateusza Kijowskiego. W lipcu 2016 roku Gazeta Wyborcza, Washington Post, Newsweek Polska i inne media opisywały m.in. ocenzurowanie przez Wiadomości słów Prezydenta USA Baracka Obamy ws. Trybunału Konstytucyjnego w Polsce, które wywołało reakcję przewodniczącego KRRiT Jana Dworaka. Po tym zdarzeniu złożono 23 skargi w tej sprawie do Krajowej Rady Radiofonii i Telewizji.
W maju i sierpniu 2017 roku były prezes TVP, dziennikarz i publicysta tygodnika „wSieci” Bronisław Wildstein na łamach portalu wPolityce.pl skrytykował sposób relacjonowania w programie Wiadomości i innych programach informacyjnych TVP zarzucając programowi uprawianie propagandy, która jego zdaniem może podważyć „najsensowniejszą politykę”. Materiały ukazujące się w Wiadomościach i innych programach informacyjnych TVP skrytykował też w maju 2017 roku dziennikarz i publicysta tygodnika „wSieci” i portalu wPolityce.pl Piotr Cywiński zarzucając programowi uprawianie prorządowej propagandy.
14 października 2017 r. jeden z materiałów o tytule „Rezydenci: 3,5 tys. podwyżki to za mało” zawierał nieprawdziwą informację, jakoby jedna z głównych uczestniczek strajku głodowego w trakcie protestu lekarzy rezydentów w 2017 roku, niesłusznie domagała się podwyżki. W materiale wykorzystano zdjęcia z prywatnego profilu w mediach społecznościowych lekarki, które wykonała w trakcie misji humanitarnej w Kurdystanie, zarzucając jej, że powstały one podczas egzotycznych, cyklicznie organizowanych przez nią wakacji.
W listopadzie 2018 roku dziennikarz i publicysta tygodnika „wSieci” oraz portalu wPolityce.pl Piotr Zaremba na swoim profilu w serwisie społecznościowym Facebook skrytykował sposób relacjonowania sprawy KNF zarzucając programowi Wiadomości uprawianie „ordynarnej propagandy”.
W styczniu 2019 roku część dziennikarzy, m.in. Tomasz Lis, Wojciech Szacki, Jacek Gądek i Adam Buła, skrytykowała główne wydanie Wiadomości z 14 stycznia za materiał „Napastnik z Gdańska z zarzutem zabójstwa” o mowie nienawiści autorstwa Macieja Sawickiego. Pokazano w nim wypowiedzi polityków Platformy Obywatelskiej z dnia morderstwa Pawła Adamowicza, insynuując że przyczynili się oni do śmierci prezydenta Gdańska. Po tym materiale prezes Polskiego Stronnictwa Ludowego Władysław Kosiniak-Kamysz zaapelował o dymisję prezesa TVP Jacka Kurskiego, publikując również w internecie petycję w tej sprawie. W tym samym roku Wiadomości wyemitowały materiał, w którym ujawnione zostały imiona, nazwiska, zdjęcia oraz miejsca pracy protestujących osób pod budynkiem Telewizyjnej Agencji Informacyjnej, którzy zaatakowali Magdalenę Ogórek co wywołało krytykę ze strony części dziennikarzy m.in. Bianki Mikołajewskiej i Estery Flieger z „Gazety Wyborczej”, Dominiki Długosz z serwisu Newsweek.pl, a także blogerki i publicystyki portalu Wirtualna Polska i tygodnika „Do Rzeczy” Kataryny oraz Rzecznika Praw Obywatelskich Adama Bodnara i przewodniczącego klubu parlamentarnego Platformy Obywatelskiej Sławomira Neumana. 25 lutego 2019 roku Sąd Okręgowy w Warszawie oddalił pozew partii Platforma Obywatelska o sprostowanie informacji podanej w „Wiadomościach” TVP1 marca 2018 roku w materiale Konrada Węża „Polacy o aferach gospodarczych koalicji PO-PSL”, w którym pokazano grafikę informującą, że za rządów PO na nagrody we wszystkich ministerstwach przeznaczano 626 mln zł, a za rządów PiS – na nagrody dla konstytucyjnych ministrów wydano 1,5 mln zł.
W swoim sprawozdaniu, złożonym na początku 2019 roku Sejmowi, Rada Języka Polskiego zajęła się kwestią krótkich tekstowych zapowiedzi materiałów reporterskich w Wiadomościach (tzw. „pasków”) z lat 2016-17. Stwierdzono, że 75% z nich zawiera określenia wartościujące, mające wpływać na poglądy widza. Jak konkluduje prof. Andrzej Markowski: 

„Zdecydowana większość tekstów pasków (…) pełni funkcje nieinformacyjne – głównie perswazyjną (wpływanie na odbiorcę), magiczną (kreacja rzeczywistości) i ekspresywną (wyrażanie emocji i ocen nadawcy). (…) Wizja świata prezentowanego przez „Wiadomości” jest skrajnie jednostronna (…) – działania rządu i partii rządzącej są przedstawiane w sposób bezwzględnie pozytywny, podczas gdy działania partii opozycyjnych, ruchów obywatelskich czy instytucji Unii Europejskiej są oceniane wyłącznie negatywnie, niekiedy osoby i instytucje te są obiektem ogólnie pojętej deprecjacji (ironii, kpiny, ośmieszenia itd.). (…) Formuły językowe zawierające pierwiastek oceny pojawiają się na pasku poprzedzającym właściwy materiał reporterski, co sprawia, że widz ma mieć ukształtowaną wizję wydarzenia, zanim pozna jego szczegóły. Tylko co czwarty tekst (75 pasków na 306 [przeanalizowanych]) sygnujący materiał reporterski jest powiadomieniem w sensie ścisłym, tj. informacją intencjonalnie pozbawioną oceny. (…)
Język jest tu traktowany nie jako dobro społeczne, lecz jako instrument w walce politycznej służący jednemu z podmiotów politycznych w celu kreacji własnej wizji świata i narzucaniu jej obywatelom. Praktyka językowa i komunikacyjna w paskach „Wiadomości” ma często charakter manipulacyjny – (…) w wielu tekstach analizowanych pasków realizowane są nieetyczne zabiegi językowe, takie jak etykietowanie, stygmatyzacja, stereotypizacja, korzystne dla nadawcy operacje na znaczeniu słów, [lub na] ich nacechowaniu (…).
[Ponadto] jednostronny przekaz prezentujący m.in. działania części społeczeństwa oraz jego parlamentarnej reprezentacji w sposób deprecjonujący powoduje, iż podmioty te są wykluczane ze wspólnoty”.

11 czerwca 2019 roku Krajowa Rada Radiofonii i Telewizji opublikowała raport krakowskich naukowców, w którym określili oni Wiadomości jako niepluralistyczne i propagujące fałszywy sukces rządu PiS.
Krótko przed wyborami parlamentarnymi w 2019 „Wiadomości” w głównym wydaniu z 26 września przedstawiły sondaż przedwyborczy, w którym nie uwzględniły korzystnego wyniku Konfederacji. Partia pozwała z tego powodu TVP do sądu, który nakazał wyemitować przeprosiny na antenie programu. Przeprosiny, wyemitowane 3 października w głównym wydaniu, zostały wyemitowane małym drukiem, nieczytelnym dla przeciętnego widza i opatrzone krytycznym wobec nich komentarzem prowadzącej Danuty Holeckiej oraz materiałem w krytyczny sposób przedstawiającym Konfederację. 10 października „Wiadomości” wyemitowały drugie przeprosiny wobec Konfederacji za nieuwzględnienie jej poparcia dla Jakuba Baryły, sprzeciwiającego się marszowi LGBT w Płocku w wydaniu z 29 września. 11 października Konfederacja wygrała trzeci proces z „Wiadomościami”, jako że w komentarzu do przeprosin z 3 października ponownie nie uwzględniła sondaży, w których Konfederacja przekracza próg wyborczy 5%. Przeprosiny miały zostać wyemitowane 11 lub 12 października, wyrok jednak nie został wykonany.
31 stycznia 2020 roku Rada Etyki Mediów uznała, że „Wiadomości” są jednostronne i łamią wszystkie zasady karty etycznej powtarzając zarzuty wobec marszałka Grodzkiego.
W głównym wydaniu z 13 kwietnia 2020 roku, w odpowiedzi na materiał z Faktów TVN krytykujący wizytę Jarosława Kaczyńskiego w 10. rocznicę katastrofy smoleńskiej na warszawskich Powązkach, w którym pojawiły się zarzuty o naruszenie przepisów epidemiologicznych wprowadzonych na czas pandemii COVID-19, „Wiadomości” skrytykowały stację TVN, powołując się na ich związki ze służbami PRL oraz krytykując jej szefa Edwarda Miszczaka i dziennikarki Justyny Pochanke. Do KRRiT wpłynęły skargi wskazujące na brak rzetelności i bezstronności w tym materiale. 17 kwietnia 2020 roku „Fakty” TVN wydały oświadczenie, w którym zarzuciły „Wiadomościom” „kłamstwa” oraz „uzależnienie od polityków”.
17 maja 2020 roku wiceprzewodniczący PO, prezydent miasta stołecznego Warszawy i kandydat KO w wyborach prezydenckich po rezygnacji Małgorzaty Kidawy-Błońskiej z kandydowania w wyborach Rafał Trzaskowski zapowiedział „powstanie nowej telewizji publicznej bez publicystyki politycznej” i likwidację m.in. programu „Wiadomości” i stacji telewizyjnej TVP Info.
W lutym 2021 roku portal Wirtualne Media podał informację, że wśród rozmówców Wiadomości pojawiają się nieustannie stali eksperci powiązani z prawą stroną sceny publicznej. W pierwszej piątce stałych ekspertów znajdowali się Adrian Stankowski (publicysta „Gazety Polskiej Codziennie” i Telewizji Republika), Artur Wróblewski (politolog, Uczelnia Łazarskiego), Tomasz Sakiewicz („Gazeta Polska Codziennie”), Miłosz Manasterski (Agencja Informacyjna) i Michał Karnowski („W Sieci”, WPolityce.pl).
6 lutego 2021 r. Rafał Trzaskowski ponowił z kampanii wyborczej z 2020 roku zapowiedź likwidacji stacji telewizyjnej TVP Info, na której jest emitowany program, a 8 lutego 2021 roku politycy Platformy Obywatelskiej ogłosili, że ruszyli ze zbiórką podpisów pod obywatelskim projektem ustawy zmieniającej ustawę o radiofonii i telewizji, w którym zapisano m.in. likwidację abonamentu RTV oraz to, że „zabronione jest tworzenie i rozpowszechnianie przez publiczną telewizję wyspecjalizowanych programów informacyjno-publicystycznych” takich jak „Wiadomości”. Pomysł ten został skrytykowany przez dziennikarzy i publicystów, polityków partii Prawo i Sprawiedliwość, rzecznika rządu Piotra Müllera oraz ówczesnego szefa Telewizyjnej Agencji Informacyjnej Jarosława Olechowskiego, który podkreśla, że to niezgodne z art. 54 pkt 1 Konstytucji RP oraz art. 11 pkt 2 Karty Praw Podstawowych Unii Europejskiej. Projekt ustawy zakładający m.in. likwidację TVP Info i programów informacyjnych TVP w tym „Wiadomości” 16 grudnia 2022 roku wpłynął do Sejmu RP jako projekt obywatelski do reprezentowania został zgłoszony prezydent miasta stołecznego Warszawy i wiceprzewodniczący Platformy Obywatelskiej Rafał Trzaskowski i w jego imieniu projekt reprezentował poseł PO Cezary Tomczyk. Skierowanie projektu ustawy do pierwszego czytania nastąpiło 25 stycznia 2023 roku i został 9 marca 2023 roku przez Sejm RP IX kadencji odrzucony w pierwszym czytaniu (za 234 głosy, przeciw 215 głosów, 1 głos wstrzymujący się). Za odrzuceniem projektu ustawy głosowali posłowie z ramienia PiS, Kukiz’15 i PS, przeciw głosowali posłowie z ramienia KO, Lewicy, PSL-KP, Konfederacji, Polski 2050, LD i Wolnościowców.
Pod koniec października 2021 roku Wiadomości wyemitowały antyimigrancki reportaż Jakuba Krzyżaka i Piotra Glinickiego, w którym wideo z napastnikami napadającymi na pralnię chemiczną w Szwecji (tak naprawdę pochodzące z planu drugiego sezonu serialu Netflixa Snabba cash) dziennikarze przedstawiali jako dowód na rzekome zamachy terrorystyczne na terenie tamtego kraju. Materiał spotkał się z powszechną krytyką jako przykład rozsiewania przez TVP fake newsów.
Począwszy od 2021 roku i przemówienia Donalda Tuska przed delegatami niemieckiej Unii Chrześcijańsko-Demokratycznej, w materiałach dotyczących premiera Tuska, regularnie pojawiało się wycięte z kontekstu sformułowanie „für Deutschland” (w tłum. na pol. „dla Niemiec”) wypowiedziane przez polityka, często bez żadnego związku z przedstawianym materiałem.

„Eure Art zu regieren war ein Segen nicht nur für Deutschland, sondern für ganz Europa, für eure östlichen Nachbarn. Und als Pole weiß ich, wovon ich Sprache. Für die Länder des Balkans und ihren Traum von Europa und für die Ukraine in ihrem Kampf mit der Aggression”.

Tłumaczenie:

„Wasz sposób rządzenia był i jest błogosławieństwem nie tylko dla Niemiec, ale i całej Europy, dla waszych wschodnich sąsiadów, a jako Polak wiem, o czym mówię. Również dla państw Bałkanów i ich marzeniu o Europie oraz Ukraińców w ich walce z agresją”.

Krajowa Rada Radiofonii i Telewizji upominiała kierownictwo programu i zarzucała Wiadomościom manipulację i łamanie art. 21 Ustawy o radiofonii i telewizji. Ponadto członkowie rady wskazali, że w materiałach dotyczących Donalda Tuska stosowano dodatkowe zabiegi polegające na zmianie rzeczywistej kolorystyki archiwalnych nagrań oraz wielokrotnego zbliżenia na jego zaciśniętą pięść. Mimo upomnień, składanych skarg i stwierdzenia uporczywego naruszenia zasady bezstronności, w programie w dalszym ciągu pojawiały się materiały zawierające wspomniany element.
9 maja 2022 roku w głównym wydaniu programu w materiale Adriana Boreckiego zarzucono Piotrowi Kraśce, Beacie Tadli i Maciejowi Czajkowskiemu z Gazety Wyborczej powielanie rosyjskiej propagandy w materiale z głównego wydania Wiadomości TVP z 9 maja 2013 roku, w którym pokazano świętowanie przez Armię Czerwoną 68. rocznicy zwycięstwa w II Wojnie Światowej oraz skrytykowały ówczesnego redaktora naczelnego tygodnika Newsweek Polska Tomasza Lisa za wywiad z 2010 roku z ówczesnym prezydentem Federacji Rosyjskiej Dmitrijem Miedwiediewem w programie telewizyjnym Tomasz Lis na żywo emitowanym wtedy na antenie TVP2, a byłemu premierowi RP i byłemu przewodniczącemu Rady Europejskiej Donaldowi Tuskowi zarzucono w materiale programu prowadzenie prorosyjskiej polityki.
3 lipca 2023 roku wyemitowano reportaż dotyczący pikiet, które prowadzone są od lat przed budynkiem Telewizyjnej Agencji Informacyjnej w Warszawie. W reportażu pojawił się amatorski aktor Krzysztof Rydzelewski, który jako „przypadkowy przechodzień” skrytykował protesty. Po emisji materiału Rydzelewski potwierdził, że sytuacja nie była autentyczna, tylko została zainscenizowana. Autor reportażu Adrian Borecki zaprzeczył, że on albo ktoś inny wynajmował rozmówców do materiału. Wkrótce później Rydzelewski w swoich mediach społecznościowych odwołał swoje wcześniejsze słowa.
Po wyborach parlamentarnych w Polsce 15 października 2023 roku, w wyniku których Zjednoczona Prawica utraciła bezwzględną większość w Sejmie, Towarzystwo Dziennikarskie opublikowało opracowany przez dr. Krzysztofa Grzegorzewskiego raport końcowy z trwającego przez 33 dni poprzedzające wybory codziennego monitoringu głównych wydań Wiadomości TVP. Według tej analizy

„(...) program „Wiadomości” w omawianym okresie nie był programem informacyjnym, a nacechowanym perswazją. Jako taki, realizował cele propagandowe na rzecz partii Prawo i Sprawiedliwość i jej koalicjantów, a także wywodzącego się z tego obozu prezydenta RP Andrzeja Dudy. Propaganda była równocześnie wymierzona przeciwko ugrupowaniom opozycyjnym w Polsce, a w szczególności Koalicji Obywatelskiej i jej przewodniczącemu, Donaldowi Tuskowi (...). Politykowi imputowano wszelkie możliwe najgorsze cechy i działania: tchórzostwo, ucieczkę od pytań, zdradę na rzecz Rosji i Niemiec jednocześnie, spiskowanie z Niemcami obecnie, lewackość, wyprzedaż majątku narodowego, skrajny liberalizm gospodarczy. Stosowano wobec niego wszystkie możliwe chwyty, w tym zwyczajne wyzwiska i cały szereg metod dyskredytacji osobistej. Tusk był atakowany w każdym niemal wydaniu „Wiadomości”. Nazwano go nawet „führerem opozycji”, co było porównaniem go do Adolfa Hitlera, i jednocześnie insynuowaniem niemieckości (podsycanie nastrojów ksenofobicznych)”.

Medioznawca z Uniwersytetu Pedagogicznego w Krakowie, dr hab. Rafał Klepka, na podstawie przeprowadzonej przez siebie analizy zawartości wybranych wydań programu Wiadomości TVP już w 2017 roku wykazał, że

„(...) zmiany w sposobie prezentowania wydarzeń politycznych po wyborach w 2015 roku nie sprowadzają się do prostego zastąpienia stronniczości politycznej sprzyjającej byłym partiom rządzącym na rzecz premiowania nowego ugrupowania, którego przedstawiciele zasiadają w ławach rządowych (...). Oto główne wydanie serwisu informacyjnego o najdłuższej historii w III RP staje się programem propagandowym, w istocie rzeczy odległym zarówno od realizacji powinności wynikających z (...) ustawy [z 29 grudnia 1992 roku o radiofoniii telewizji], jak i od standardów programów informacyjnych typowych dla państw europejskich o ugruntowanym ustroju demokratycznym”.

## Studia
| Lata                                     | Opis |
| ---------------------------------------- | --- |
| 18 listopada 1989 – 15 marca 1992        | Studio składało się z dwóch stanowisk – głównego, zawierającego podwyższony stół z miejscem dla prowadzącego i gości, oraz bocznego, służącego do przeprowadzania rozmów i organizowania minikonferencji prasowych. Za prowadzącym znajdowała się błękitna płachta, a stanowiska główne i boczne były obite szarym płótnem. |
| 16 marca 1992 – 18 kwietnia 1994         | Studio powiększono. Za prezenterem trzy, zmieniające się plansze (początkowo: zachód słońca i żaluzje, w wydaniach wieczornych – kula ziemska i gwiazdy; od połowy 1992 roku: kontury świata – wydania poranne, popołudniowe i główne, mapa świata – wydania wieczorne i niebiesko-bordowe linie – główne wydania w soboty). |
| 19 kwietnia 1994 – 4 września 1994       | Prezenterzy siedzieli tyłem do okna newsroomu (podczas wydań głównych). Wydania poranne, popołudniowe, wieczorne i początkowo główne były emitowane ze studia C, gdzie zamontowano drewnianą scenografię z globem w centralnym miejscu. |
| 5 września 1994 – 30 listopada 1997      | Za prezenterem stały komputery, telewizory i kolumny, obok prezentera po jego prawej stronie widniało logo programu. |
| 1 grudnia 1997 – 1 czerwca 2002          | Blue box. W głównym planie obraz z newsroomu, po obu stronach prezentera skośne napisy „Wiadomości” (oraz w początkowym okresie funkcjonowania studia – „TVP”), po jego lewej stronie ekran (podczas wydania widniało na nim logo programu – kadr z czołówki, początkowo z lat 1997–2002, później z lat 1994–1997). W wydaniach weekendowych (1998−1999) za duetem prezenterów wyświetlano logo programu w odcieniach zieleni, po obu stronach prezenterów zainstalowano szklane kolumny z napisami „Wiadomości”. |
| 2 czerwca 2002 – 13 października 2004    | Scenografia złożona ze szklanych rurek i kwadratów. Dominował kolor pomarańczowy. Za prezenterem widniała kula ziemska z czołówki oraz 4 telewizory (na jednym zegar, na pozostałych trzech losowe obrazy, albo logo programu), po prawej stronie prezentera ekran, po lewej drewniana ścianka i na niej logo programu. W 2003 dokonano małej przebudowy studia – do elementów scenografii dodano więcej koloru czerwonego, dodatkowo stół prezenterski został nieco przesunięty. Od lipca do października 2004 Wiadomości nadawano z newsroomu, było to związane z remontem studia.                                                                                     |
| 14 października 2004 – 27 listopada 2004 | Za prowadzącym stał wielki ekran LCD, na którym wyświetlano animacje, prostopadle do niego stały 4 ekrany projekcyjne. W centralnej części stał długi stół prezenterski ze szklanym blatem. Kolorystyka szaro-granatowa. |
| 28 listopada 2004 – 3 września 2006      | Kolorystykę zmieniono na błękitną. W połowie 2005 została ona stonowana. |
| 4 września 2006 – 1 października 2007    | Lekko zmodernizowane studio – przyciemniono jego ściany oraz skrócono stół. Za prowadzącym nie ma także napisów "Wiadomości". |
| 2 października 2007 – 20 grudnia 2009    | W centralnym miejscu znajdowała się platforma ze stołem. Za prowadzącym ekran, na którym widać sztucznie wygenerowany obraz reżyserki. Obok ekranu monitory plazmowe. Wokół stołu metalowe barierki. Do kolorystyki studia (kolory niebieski, biały i granatowy) dodano kolor czerwony. Od 27 maja 2008 po przestawieniu stołu, program był prowadzony na stojąco. Od marca do 11 maja 2009 w studiu Wiadomości realizowany był program „Temat dnia. Rozmowa Jedynki” (o 17:20, na czas audycji modyfikowano wystrój scenografii m.in. poprzez inny kolor ścianek, obrazów wyświetlanych na ekranach). Szybę do projekcji holograficznych zmieniono na ścianę monitorów. |
| 21 grudnia 2009 – 13 lutego 2011         | Delikatnie zmodernizowana poprzednia scenografia. Program znów był prezentowany „na siedząco”, stół prezenterski został nieco przesunięty do środka podestu. Pojawiły się monitory na jednej ze ścianek za prezenterem, całe studio zostało podświetlone na niebiesko. |
| 14 lutego 2011 – 31 grudnia 2014         | Odświeżona dekoracja – usunięty kolor czerwony, bardziej intensywny odcień niebieskiego z białymi (później błękitnymi) elementami. Za prezenterem, na ekranie, animacja podobna do ostatniego kadru z czołówki, przez środek przewijany napis z nazwą programu. W marcu 2012 zmieniono tło na ekranie: po lewej obracająca się, „kreskowana” kula ziemska, po prawej również animacja globu, lecz bez obrotu. |
| 1 stycznia 2015 – 9 stycznia 2016        | Po wprowadzeniu 1 stycznia 2015 nowej oprawy graficznej i muzycznej, kolejny raz zmieniono tło za prowadzącym – widniało na nim zachodzące Słońce, panorama Warszawy oraz Pałac Kultury i Nauki, z aktualną godziną na zegarze. |
| 10 stycznia 2016 – 11 maja 2019          | Po modyfikacji oprawy graficznej od 10 stycznia 2016 w tle za prowadzącym widniał zegar z wieży stołecznego Zamku Królewskiego. Od 17 lipca 2018 do 11 maja 2019 Wiadomości były nadawane ze studia Panoramy TVP2 (było to związane z remontem studia). |
| 12 maja 2019 – 20 grudnia 2023           | Na środku studia znajdował się stół, wokół którego postawione były bimy działające w technologii Vizrt. Za prowadzącym znajdowało się błękitne tło z animowanym paskiem w kolorach polskiej flagi, na drugim bimie motyw miasta Warszawy utrzymany w granatowej tonacji. Od 29 kwietnia do 31 lipca 2020 roku wydania boczne były emitowane ze studia Sportowego Wieczoru TVP Sport, skąd też był nadawany Teleexpress. Od 27 maja 2024 roku ostatnie studio programu wykorzystywane jest przez Biełsat TV. |

Do października 2004 roku w studiu Wiadomości był realizowany program zatytułowany Echa Tygodnia (później Echa Panoramy), emitowany do 1 października 2005 roku w TVP2.

## LogoWiadomości
| Czas obowiązywania                       | Opis | Logo |
| ---------------------------------------- | --- | ---- |
| 18 listopada 1989 – 13 października 2004 | Dwie charakterystycznie stylizowane litery „V” złączone w literę „W”, według projektu Andrzeja Pągowskiego. Nad nimi nazwa programu. Logo przechodziło wielokrotne modyfikacje, jednak ogólny układ graficzny zawsze pozostawał ten sam. |      |
| 14 października 2004 – 11 maja 2019      | Artystyczna wizja litery „W” złożonej z dziewięciu kropek: cztery pierwsze od lewej strony na ukos w kolorze błękitnym z gradientem, pozostałe w kolorze białym. Obok stylistyczny napis Wiadomości w kolorze białym. Wraz ze zmianą czołówki, oprawy graficznej i muzycznej 1 stycznia 2015 zmieniono kolorystykę loga na jednolicie błękitną z gradientem oraz nadano mu trójwymiarowy charakter. Do 28 maja 2020 logo było używane w prognozie pogody po Wiadomościach. Do 2 lutego 2020 logo było używane w Sporcie. |      |
| 12 maja 2019 – 20 grudnia 2023           | Dwa charakterystycznie stylizowane trójkąty ułożone w kształcie litery „W” na białym tle. Obok napis Wiadomości na tle niebieskim. |      |